# Quark Inc.
Quark, Inc. ist ein US-amerikanisches Unternehmen und hauptsächlich als Hersteller der Software QuarkXPress bekannt.
Der Name Quark soll das Ziel des Unternehmens symbolisieren, Software herzustellen, die als substantielle Plattform für Publishing dient, also wie jedes Quark auch Basis jeglicher Materie ist.

## Geschichte
Quark wurde mit einem Startkapital von 2000 Dollar im Jahre 1981 in Denver, Colorado, USA, durch Tim Gill and Marc Pope unter dem Namen Quark Engineering gegründet. Quark Engineering entwickelte zuerst eine Textverarbeitungssoftware namens Word Juggler für den Apple II und den Apple III sowie ein Programm namens Catalyst, das von Apple mit dem Apple IIe ausgeliefert wurde und das es erlaubte, diskettenbasierte Programme von der Festplatte laufen zu lassen.
Laut Fred Ebrahimi, der 1986 als CEO zum Unternehmen stieß und Anteile übernahm, ist das Unternehmen seitdem profitabel, hauptsächlich durch den Erfolg ihres „Flaggschiffs“ QuarkXPress, welches – zusammen mit Adobes PostScript, Photoshop und Apples Computer – als einer der Gründungsväter des Desktoppublishing gesehen werden kann.
QuarkXPress hatte von Anfang an die Präzision und die Funktionen, die Mediengestalter und Layouter brauchten und der Konkurrent PageMaker damals nicht anbieten konnte. In den 1990ern schaffte es QuarkXPress 3.x so auf ca. 90 % Marktanteil bei professionellen Layoutwerkzeugen. Quarks Redaktionssystem Quark Publishing System (QPS) das seit 1991 auf dem Markt ist, wurde ca. 1000-mal verkauft und zementierte so QuarkXPress’ hohen Marktanteil bei Magazinen und Zeitungen. Beide Gründungsmitglieder sind nicht mehr an Quark beteiligt. Mark Pope verließ Quark 1990; Tim Gill, bis dahin CTO von Quark, verließ Quark im Jahre 2000 und verkaufte ebenfalls seine Anteile an Fred Ebrahimi.
Im Jahre 2003 folgte Quark dem generellen Trend in den USA, Teile der Entwicklungsabteilung und den technischen Support nach Indien auszulagern und baute dort einen Technologiepark namens QuarkCity in Mohali, einem Vorort von Chandigarh. Dies wurde 2007 wieder teilweise revidiert durch eine Eröffnung einer Forschungs- und Entwicklungsabteilung nahe San Francisco. Um nicht von einem Produkt abhängig zu sein, versuchte Quark Mitte der 1990er ein Bildbearbeitungsprogramm (QuarkXPosure) und ein Multimediaautorenprogramm (QuarkImmedia) im Markt zu platzieren. Beide Programme sind heute nicht mehr Teil von Quarks Produktpalette.
Anfang 2005, zeitgleich mit dem Rücktritt von Fred Ebrahimi als CEO von Quark, kündigte Quark an, dass es auf den zunehmenden Konkurrenzdruck von Adobe reagieren würde und begann, Preise zu senken und Produktzyklen zu verkürzen. Als Abschluss dieser Veränderung stand Ende 2005 ein neues Logo, gestaltet von Sicola Martin, ein Teil des Young & Rubicam Netzwerks. Jedoch kurz nach Veröffentlichung des Logos machten Bloggers die Ähnlichkeit des neuen Logos mit dem bestehenden Logo des Scottish Arts Council publik. Daraufhin wurde im März 2006 ein neues Logo gestaltet und bekanntgegeben, das Quark bis heute nutzt. Am 1. November 2006 wurde Raymond Schiavone, Gründer von Arbortext, als neuer CEO von Quark ernannt und führt seitdem das Unternehmen.

## Erweiterte Geschäftsfelder
Anfang 2008 begann Quark, sich dem Thema Dynamic Publishing zu widmen. Das firmen-umfassende Dokumentenmanagement-System, das Desktopprodukte wie QuarkXPress und Serverlösungen wie DPS beinhaltet, soll die Geschäftsfelder des Herstellers über die Zielgruppe der Verlage und Agenturen hinaus erweitern. Der Begriff ist mittlerweile überholt. Zwischenzeitliche gilt der Fokus Content-Automation-Lösungen mit den Zielgruppen Großunternehmen, Organisationen und Konzerne, wobei das Kernprodukt nach wie vor Xpress ist. Am 9. August 2011 verkauften die Eigentümer, die Ebrahimi Familie, ihre Anteile an die kalifornische Investmentfirma Platinum Equity. Nachdem XPress im Frühjahr 2017 mit einer Reihe Neuerungen an den Markt ging (so ist jetzt etwa Bildbearbeitung innerhalb XPress möglich), übernahm im Juli 2017 die Private-Equity-Gesellschaft Parallax Capital Partners das Unternehmen, ein auf Softwareentwicklung spezialisierter Kapitalgeber mit Sitz in Südkalifornien.

## Übernahmen
Quark hat Ende der 90er mehrere Unternehmen übernommen. 1996 übernahm Quark einen Minderheitsanteil an Colossal Pictures, San Francisco. Colossal produziert und gestaltet Filme, 1997 mFactory, das mit mTrolopis ein innovatives Multimediaautorensystem herstellte, und 1998 Coris Inc., eine Tochter von R.R. Donnelley and Sons, welches das Softwareprodukt Coris Publisher 3.0 herstellte.
Das spektakulärste Übernahmeangebot, das Quark machte, war 1998 die Ankündigung, Adobe zu übernehmen, nachdem diese 300 Arbeitsplätze (damals 10 % der Belegschaft) streichen mussten und Adobes Aktienkurs in den Keller rutschte. Adobe, geschützt durch seine Aktionärsgesetze, konnte die Übernahme abwehren.
Den Münchner Systemintegrator und Softwareentwickler Silent GmbH, besser bekannt durch seine Tochter Vision GmbH, kaufte und integrierte Quark 1998.
Eine weitere Akquisition war 2005 der Kauf des amerikanischen XTension-Entwicklers alap, der Ausschieß-Software und Powertools für Adobe Acrobat, Adobe InDesign und QuarkXPress herstellte. 2008 übernahm Quark die In.vision Research Corporation, ein Softwareunternehmen aus Florida (USA), das unter anderem ein Plug-in für XML-Authoring mit Microsoft Word entwickelt hat. 2010 erwirbt Quark das Unternehmen Gluon, bekannt als Entwickler von QuarkXPress XTensions und Plug-Ins für InDesign und Illustrator sowie ein dynamisches Publishing-System namens HyperPublishing System.
2012 übernahm Quark das Unternehmen MobileIQ, eine britisch/kalifornische Entwicklungsfirma für mobile Webseiten, native Apps und Web Apps. MobileIQ bietet eine InDesign Xtension an, um direkt aus InDesign HTML5-basierte Apps zu erstellen. Quark behielt die InDesign-Lösung bei (die bis heute unter dem Namen App Studio verkauft wird) und integrierte die gleiche Technologie auch in QuarkXPress.

## Seit 2012
Derzeit (März 2012) besteht Quarks Produktpalette aus:
- QuarkXPress – professionelles Layoutprogramm (seit 1987)[7]
- QPS – Redaktionssystem und Workflow-Lösung (seit 1991)[8]
- QuarkCopyDesk – professioneller Texteditor, speziell für redaktionellen Workflow (seit 1991)[9]
- QuarkXPress Server (früher QuarkDDS) – Server-Version von QuarkXPress für webbasiertes Publishing (seit 1993)[10]
- Quark XML Author – XML Editor innerhalb Microsoft Word (seit 1996, seit 2008 durch Quark)[11]
- Quark Web-to-Print – webbasiertes Editor für Druckvorlagen[12]
- Quark Promote (nur Australien, Irland und USA) – Print-on-Demand-Service[13]
- XTensions für QuarkXPress und Plug-ins für InDesign[14]
- App Studio – Software-Troika von Quark XTension, App Factory und Internet Portal, um native iPad Apps zu erstellen[15]
- Quark Brandmanager – SaaS-Angebot, um Medien über Webeditor markenkonform zu gestalten[16]

Der Hauptsitz von Quark, Inc. befindet sich in Denver, Colorado. Entwicklungsabteilungen sind in Denver (CO), Maplewood (NJ), Santa Clara (CA) und St. Petersburg (FL), alle vier USA, Dublin (IRL) und Chandigarh, Indien, angesiedelt. Verkaufs- und Marketingbüros befinden sich in Australien, Deutschland, England, Frankreich, Indien, Japan, Polen sowie in mehreren Städten in den USA.
Quark hat weltweit ca. 1.000 Mitarbeiter.

## Geschichte der deutschen Niederlassung
- bis 1993: Keine deutsche Niederlassung, Vertretung durch Prisma GmbH.
- 1994: Eröffnung der ersten deutschen Niederlassung in Bietigheim-Bissingen.
- 1996: Umzug der deutschen Filiale nach Ludwigsburg.
- 2003: Umzug der deutschen Filiale nach Hamburg (Gänsemarkt).
- 2013: Umzug der deutschen Filiale in die Speicherstadt (Hamburg).